# Pentti Nikula
Pentti Nikula (Finlandia, 3 de febrero de 1939) fue un atleta finlandés especializado en la prueba de salto con pértiga, en la que consiguió ser campeón europeo en 1962.

## Carrera deportiva
En el Campeonato Europeo de Atletismo de 1962 ganó la medalla de oro en el salto con pértiga, con un salto por encima de 4.80 metros que fue récord de los campeonatos, superando al checoslovaco Rudolf Tomášek (plata con 4.60 m) y a su paisano finlandés Kauko Nyström (bronce también con 4.60 m pero en más intentos).